# GAME JAPAN
『GAME JAPAN』（ゲームジャパン）は、ホビージャパンから発行されていた月刊のゲーム雑誌である。
1999年、『RPGマガジン』休刊後に創刊したトレーディングカードゲーム専門誌『月刊ゲームぎゃざ』より2006年6月号に改題して新装刊。2011年9月号をもって休刊。後継誌は『カードゲーマー』。
従来のトレーディングカードゲーム、テーブルトークロールプレイングゲームだけでなくボードゲームを始めとするアナログゲームやコンピュータゲーム（コンシューマーゲーム及びアーケードゲーム）の情報も扱っていた。